# Torneo Argentino B 2007-08
El Torneo Argentino B 2007-08 fue la decimotercera temporada de este certamen organizado por el Consejo Federal, órgano interno de la Asociación del Fútbol Argentino que nuclea a los clubes de interior del país indirectamente afiliados. En él participan cuarenta y ocho equipos de todo el país, divididos en seis zonas.
Comenzó el 7 de septiembre de 2007. Los grupos habían sido oficializados el 31 de julio.
El torneo consagró 2 campeones que ascendieron directamente, mientras los subcampeones disputaron la promoción por el ascenso.

## Forma de competición

### Primera ronda
Los equipos se enfrentan entre sí dentro de sus respectivas zonas a cuatro ruedas, a lo largo de 28 fechas. Los dos primeros de cada grupo y los cuatro mejores terceros avanzan a la segunda ronda.

### Segunda ronda
Los dieciséis equipos se dividen en cuatro zonas y se enfrentan dentro de ellas a doble partido. Los primeros de cada grupo clasifican a las finales.

### Finales
Se juegan a doble partido. Los ganadores ascienden directamente al Torneo Argentino A, mientras que los perdedores obtienen el derecho a jugar la promoción.

### Descensos
Los seis equipos que finalicen el torneo con peor puntaje en cada zona se enfrentan a doble partido, siendo los perdedores relegados al Torneo del Interior del año siguiente. Los ganadores deben jugar partidos promocionales con equipos de esa categoría.

## Equipos participantes

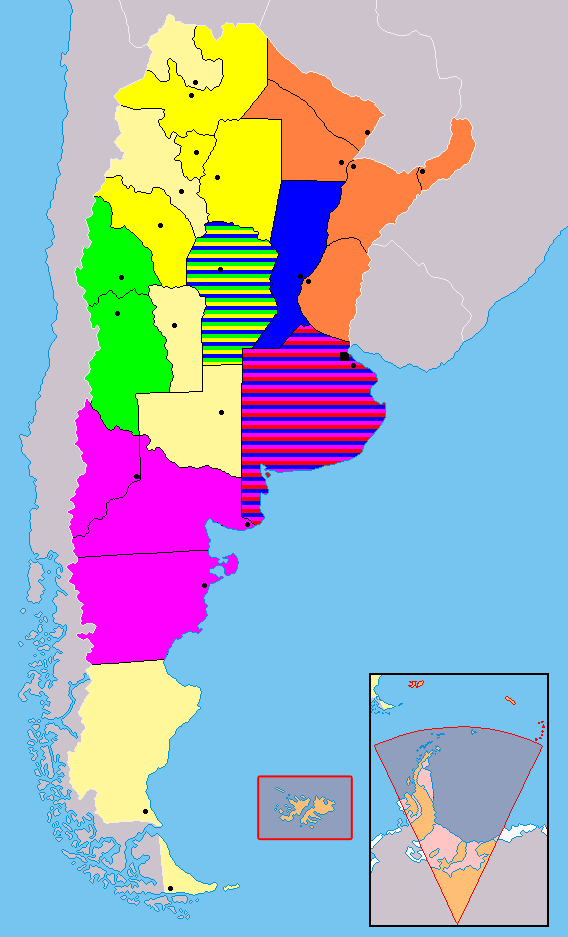
Distribución de los equipos por provincia. En fucsia, provincias con equipos de la Zona Sur; en rojo, de la Zona Buenos Aires; en azul, de la Zona Centro; en verde, de la Zona Cuyo; en amarillo, de la Zona Norte; y en naranja, de la Zona Litoral.

| Zona                  | Club                                  | Ciudad                     | Provincia       | Liga de Origen                               |
| --------------------- | ------------------------------------- | -------------------------- | --------------- | -------------------------------------------- |
| Norte - Zona A        | General Paz Juniors                   | Córdoba                    | Córdoba         | Liga Cordobesa de fútbol                     |
| Norte - Zona A        | Atlético Policial                     | SanFdo.DelValleDeCatamarca | Catamarca       | Liga Catamarqueña de fútbol                  |
| Norte - Zona A        | Central Córdoba                       | Santiago del Estero        | Sgo. del Estero | Liga Santiagueña de Fútbol                   |
| Norte - Zona A        | Concepción FC                         | Concepción                 | Tucumán         | Liga Tucumana de Fútbol                      |
| Norte - Zona A        | Ñuñorco                               | Monteros                   | Tucumán         | Liga Tucumana de Fútbol                      |
| Norte - Zona A        | Atlético Famaillá                     | Famaillá                   | Tucumán         | Liga Tucumana de Fútbol                      |
| Norte - Zona A        | Central Norte                         | Salta                      | Salta           | Liga Salteña de fútbol.                      |
| Norte - Zona A        | Gimnasia y Tiro                       | Salta                      | Salta           | Liga Salteña de fútbol                       |
| Litoral - Zona B      | Sol de América                        | Formosa                    | Formosa         | Liga Formoseña de fútbol.                    |
| Litoral - Zona B      | Chaco For Ever                        | Resistencia                | Chaco           | Liga Chaqueña de fútbol                      |
| Litoral - Zona B      | Textil Mandiyú                        | Corrientes                 | Corrientes      | Liga Correntina de fútbol.                   |
| Litoral - Zona B      | At. Patronato de la Juventud Católica | Paraná                     | Entre Ríos      | Liga Paranaense de fútbol                    |
| Litoral - Zona B      | Juventud Unida                        | Gualeguaychú               | Entre Ríos      | Liga Departamental de fútbol de Gualeguaychú |
| Litoral - Zona B      | Colegiales                            | Concordia                  | Entre Ríos      | Liga Concordiense de fútbol                  |
| Litoral - Zona B      | Crucero del Norte                     | Garupá                     | Misiones        | Liga Posadeña de fútbol.                     |
| Litoral - Zona B      | Guaraní Antonio Franco                | Posadas                    | Misiones        | Liga Posadeña de fútbol                      |
| Cuyo - Zona C         | Estudiantes                           | Río Cuarto                 | Córdoba         | Liga Regional de fútbol de Río Cuarto        |
| Cuyo - Zona C         | Atenas                                | Río Cuarto                 | Córdoba         | Liga Regional de fútbol de Río Cuarto        |
| Cuyo - Zona C         | San Martín                            | Mendoza                    | Mendoza         | Liga Mendocina de fútbol                     |
| Cuyo - Zona C         | Deportivo Guaymallén                  | Rodeo de la Cruz           | Mendoza         | Liga Mendocina de fútbol                     |
| Cuyo - Zona C         | Deportivo Maipú                       | Maipú                      | Mendoza         | Liga Mendocina de fútbol                     |
| Cuyo - Zona C         | Atlético Argentino                    | Guaymallén                 | Mendoza         | Liga Mendocina de fútbol                     |
| Cuyo - Zona C         | Trinidad                              | Trinidad                   | San Juan        | Liga Sanjuanina de fútbol                    |
| Cuyo - Zona C         | Juventud Alianza                      | Santa Lucía                | San Juan        | Liga Sanjuanina de fútbol                    |
| Centro - Zona D       | Douglas Haig                          | Pergamino                  | Buenos Aires    | Liga de fútbol Pergamino                     |
| Centro - Zona D       | Defensores de Belgrano                | Villa Ramallo              | Buenos Aires    | Liga Nicoleña de fútbol.                     |
| Centro - Zona D       | La Emilia                             | La Emilia                  | Buenos Aires    | Liga Nicoleña de fútbol                      |
| Centro - Zona D       | Gimnasia y Esgrima                    | Santa Fe                   | Santa Fe        | Liga Santafesina de Fútbol.                  |
| Centro - Zona D       | 9 de Julio                            | Morteros                   | Córdoba         | Liga Regional de Fútbol San Francisco        |
| Centro - Zona D       | Tiro Federal                          | Morteros                   | Córdoba         | Liga Regional de Fútbol San Francisco        |
| Centro - Zona D       | Sportivo Belgrano                     | San Francisco              | Córdoba         | Liga Regional de Fútbol San Francisco        |
| Centro - Zona D       | 9 de Julio                            | Río Tercero                | Córdoba         | Liga Regional Riotercerense de fútbol        |
| Buenos Aires - Zona E | Alvarado                              | Mar del Plata              | Buenos Aires    | Liga Marplatense de fútbol                   |
| Buenos Aires - Zona E | Sporting                              | Punta Alta                 | Buenos Aires    | Liga del Sur (Bahía Blanca)                  |
| Buenos Aires - Zona E | Grupo Universitario                   | Tandil                     | Buenos Aires    | Liga Tandilense de fútbol                    |
| Buenos Aires - Zona E | Racing                                | Olavarría                  | Buenos Aires    | Liga de fútbol de Olavarría                  |
| Buenos Aires - Zona E | Deportivo Coreano                     | Lobos                      | Buenos Aires    | Liga Lobense de fútbol                       |
| Buenos Aires - Zona E | Fútbol Club Tres Algarrobos           | Tres Algarrobos            | Buenos Aires    | Liga de fútbol del Oeste (América/Rivadavia) |
| Buenos Aires - Zona E | El Linqueño                           | Lincoln                    | Buenos Aires    | Liga Amateur de Deportes (Lincoln)           |
| Buenos Aires - Zona E | Defensores de Salto                   | Salto                      | Buenos Aires    | Liga de fútbol de Salto                      |
| Sur - Zona F          | Racing                                | Trelew                     | Chubut          | Liga de fútbol Valle del Chubut (Trelew)     |
| Sur - Zona F          | Deportivo Madryn                      | Puerto Madryn              | Chubut          | Liga de fútbol Valle del Chubut (Trelew)     |
| Sur - Zona F          | Cruz del Sur                          | Bariloche                  | Río Negro       | Liga de fútbol de Bariloche                  |
| Sur - Zona F          | Independiente                         | Neuquén                    | Neuquén         | Liga de fútbol del Neuquén                   |
| Sur - Zona F          | Atlético Maronese                     | Neuquén                    | Neuquén         | Liga de fútbol del Neuquén                   |
| Sur - Zona F          | Deportivo Roca                        | General Roca               | Río Negro       | Liga Deportiva Confluencia                   |
| Sur - Zona F          | Bella Vista                           | Bahía Blanca               | Buenos Aires    | Liga del Sur (Bahía Blanca)                  |
| Sur - Zona F          | Liniers                               | Bahía Blanca               | Buenos Aires    | Liga del Sur (Bahía Blanca)                  |

## Fase campeonato
| Zona A              |    |    |    |    |      |
| Equipo              | PJ | PG | PE | PP | Pts. |
| Central Córdoba     | 27 | 12 | 9  | 6  | 45   |
| Central Norte       | 28 | 11 | 13 | 4  | 40   |
| General Paz Juniors | 28 | 11 | 7  | 10 | 40   |
| Atlético Policial   | 28 | 9  | 11 | 8  | 38   |
| Gimnasia y Tiro     | 28 | 9  | 9  | 10 | 36   |
| Atlético Famaillá   | 27 | 7  | 13 | 7  | 34   |
| Concepción FC       | 28 | 6  | 13 | 9  | 31   |
| Ñuñorco             | 28 | 5  | 7  | 16 | 22   |

| Zona B                 |    |    |    |    |      |
| Equipo                 | PJ | PG | PE | PP | Pts. |
| Patronato              | 28 | 16 | 9  | 3  | 57   |
| Crucero del Norte      | 28 | 13 | 5  | 10 | 44   |
| Guaraní Antonio Franco | 28 | 12 | 8  | 8  | 44   |
| Juventud Unida         | 28 | 9  | 9  | 10 | 36   |
| Textil Mandiyú         | 28 | 9  | 7  | 12 | 34   |
| Chaco For Ever         | 28 | 8  | 8  | 12 | 32   |
| Colegiales             | 28 | 7  | 10 | 11 | 31   |
| Sol de América         | 28 | 8  | 4  | 16 | 28   |

| Zona C               |    |    |    |    |      |
| Equipo               | PJ | PG | PE | PP | Pts. |
| Deportivo Maipú      | 28 | 13 | 11 | 4  | 50   |
| Atenas               | 28 | 14 | 8  | 6  | 50   |
| San Martín           | 28 | 13 | 4  | 11 | 43   |
| Atlético Argentino   | 28 | 11 | 6  | 11 | 39   |
| Deportivo Guaymallén | 28 | 9  | 9  | 10 | 36   |
| Estudiantes          | 28 | 8  | 10 | 10 | 34   |
| Juventud Alianza     | 28 | 6  | 8  | 14 | 26   |
| Trinidad             | 28 | 6  | 8  | 14 | 26   |

| Zona B                 |    |    |    |    |      |
| Equipo                 | PJ | PG | PE | PP | Pts. |
| Patronato              | 28 | 16 | 9  | 3  | 57   |
| Crucero del Norte      | 28 | 13 | 5  | 10 | 44   |
| Guaraní Antonio Franco | 28 | 12 | 8  | 8  | 44   |
| Juventud Unida         | 28 | 9  | 9  | 10 | 36   |
| Textil Mandiyú         | 28 | 9  | 7  | 12 | 34   |
| Chaco For Ever         | 28 | 8  | 8  | 12 | 32   |
| Colegiales             | 28 | 7  | 10 | 11 | 31   |
| Sol de América         | 28 | 8  | 4  | 16 | 28   |

| Zona C               |    |    |    |    |      |
| Equipo               | PJ | PG | PE | PP | Pts. |
| Deportivo Maipú      | 28 | 13 | 11 | 4  | 50   |
| Atenas               | 28 | 14 | 8  | 6  | 50   |
| San Martín           | 28 | 13 | 4  | 11 | 43   |
| Atlético Argentino   | 28 | 11 | 6  | 11 | 39   |
| Deportivo Guaymallén | 28 | 9  | 9  | 10 | 36   |
| Estudiantes          | 28 | 8  | 10 | 10 | 34   |
| Juventud Alianza     | 28 | 6  | 8  | 14 | 26   |
| Trinidad             | 28 | 6  | 8  | 14 | 26   |

| Zona D                 |    |    |    |    |      |
| Equipo                 | PJ | PG | PE | PP | Pts. |
| Sportivo Belgrano      | 28 | 13 | 10 | 5  | 49   |
| Douglas Haig           | 28 | 14 | 7  | 7  | 49   |
| La Emilia              | 28 | 13 | 8  | 7  | 47   |
| 9 de Julio             | 28 | 12 | 6  | 10 | 42   |
| Defensores de Belgrano | 28 | 11 | 6  | 11 | 39   |
| Sportivo 9 de Julio    | 28 | 6  | 10 | 12 | 28   |
| Tiro Federal           | 28 | 8  | 4  | 16 | 28   |
| Gimnasia y Esgrima     | 28 | 7  | 5  | 16 | 26   |

| Zona E              |    |    |    |    |      |
| Equipo              | PJ | PG | PE | PP | Pts. |
| El Linqueño         | 28 | 20 | 4  | 4  | 64   |
| Alvarado            | 28 | 12 | 10 | 6  | 46   |
| Racing              | 28 | 13 | 6  | 9  | 45   |
| Grupo Universitario | 28 | 12 | 8  | 8  | 44   |
| Sporting            | 28 | 8  | 8  | 12 | 32   |
| Defensores de Salto | 28 | 8  | 7  | 13 | 31   |
| Deportivo Coreano   | 28 | 6  | 7  | 15 | 25   |
| FC Tres Algarrobos  | 28 | 6  | 4  | 18 | 22   |

| \| Zona F \| \| \| \| \| \| \| Equipo \| PJ \| PG \| PE \| PP \| Pts. \| \| Deportivo Madryn \| 28 \| 14 \| 6 \| 8 \| 48 \| \| Bella Vista \| 28 \| 14 \| 6 \| 8 \| 48 \| \| Deportivo Roca \| 28 \| 13 \| 9 \| 6 \| 48 \| \| Liniers \| 28 \| 14 \| 6 \| 8 \| 48 \| \| Independiente \| 28 \| 12 \| 2 \| 14 \| 38 \| \| Cruz del Sur \| 28 \| 8 \| 6 \| 14 \| 30 \| \| Racing \| 28 \| 8 \| 6 \| 14 \| 30 \| \| Atlético Maronese \| 28 \| 6 \| 5 \| 17 \| 23 \| |    |    |    |    |      |
| Zona F |    |    |    |    |      |
| Equipo | PJ | PG | PE | PP | Pts. |
| Deportivo Madryn | 28 | 14 | 6  | 8  | 48   |
| Bella Vista | 28 | 14 | 6  | 8  | 48   |
| Deportivo Roca | 28 | 13 | 9  | 6  | 48   |
| Liniers | 28 | 14 | 6  | 8  | 48   |
| Independiente | 28 | 12 | 2  | 14 | 38   |
| Cruz del Sur | 28 | 8  | 6  | 14 | 30   |
| Racing | 28 | 8  | 6  | 14 | 30   |
| Atlético Maronese | 28 | 6  | 5  | 17 | 23   |

| Zona F            |    |    |    |    |      |
| Equipo            | PJ | PG | PE | PP | Pts. |
| Deportivo Madryn  | 28 | 14 | 6  | 8  | 48   |
| Bella Vista       | 28 | 14 | 6  | 8  | 48   |
| Deportivo Roca    | 28 | 13 | 9  | 6  | 48   |
| Liniers           | 28 | 14 | 6  | 8  | 48   |
| Independiente     | 28 | 12 | 2  | 14 | 38   |
| Cruz del Sur      | 28 | 8  | 6  | 14 | 30   |
| Racing            | 28 | 8  | 6  | 14 | 30   |
| Atlético Maronese | 28 | 6  | 5  | 17 | 23   |

| Zona E              |    |    |    |    |      |
| Equipo              | PJ | PG | PE | PP | Pts. |
| El Linqueño         | 28 | 20 | 4  | 4  | 64   |
| Alvarado            | 28 | 12 | 10 | 6  | 46   |
| Racing              | 28 | 13 | 6  | 9  | 45   |
| Grupo Universitario | 28 | 12 | 8  | 8  | 44   |
| Sporting            | 28 | 8  | 8  | 12 | 32   |
| Defensores de Salto | 28 | 8  | 7  | 13 | 31   |
| Deportivo Coreano   | 28 | 6  | 7  | 15 | 25   |
| FC Tres Algarrobos  | 28 | 6  | 4  | 18 | 22   |

| \| Zona F \| \| \| \| \| \| \| Equipo \| PJ \| PG \| PE \| PP \| Pts. \| \| Deportivo Madryn \| 28 \| 14 \| 6 \| 8 \| 48 \| \| Bella Vista \| 28 \| 14 \| 6 \| 8 \| 48 \| \| Deportivo Roca \| 28 \| 13 \| 9 \| 6 \| 48 \| \| Liniers \| 28 \| 14 \| 6 \| 8 \| 48 \| \| Independiente \| 28 \| 12 \| 2 \| 14 \| 38 \| \| Cruz del Sur \| 28 \| 8 \| 6 \| 14 \| 30 \| \| Racing \| 28 \| 8 \| 6 \| 14 \| 30 \| \| Atlético Maronese \| 28 \| 6 \| 5 \| 17 \| 23 \| |    |    |    |    |      |
| Zona F |    |    |    |    |      |
| Equipo | PJ | PG | PE | PP | Pts. |
| Deportivo Madryn | 28 | 14 | 6  | 8  | 48   |
| Bella Vista | 28 | 14 | 6  | 8  | 48   |
| Deportivo Roca | 28 | 13 | 9  | 6  | 48   |
| Liniers | 28 | 14 | 6  | 8  | 48   |
| Independiente | 28 | 12 | 2  | 14 | 38   |
| Cruz del Sur | 28 | 8  | 6  | 14 | 30   |
| Racing | 28 | 8  | 6  | 14 | 30   |
| Atlético Maronese | 28 | 6  | 5  | 17 | 23   |

| Zona F            |    |    |    |    |      |
| Equipo            | PJ | PG | PE | PP | Pts. |
| Deportivo Madryn  | 28 | 14 | 6  | 8  | 48   |
| Bella Vista       | 28 | 14 | 6  | 8  | 48   |
| Deportivo Roca    | 28 | 13 | 9  | 6  | 48   |
| Liniers           | 28 | 14 | 6  | 8  | 48   |
| Independiente     | 28 | 12 | 2  | 14 | 38   |
| Cruz del Sur      | 28 | 8  | 6  | 14 | 30   |
| Racing            | 28 | 8  | 6  | 14 | 30   |
| Atlético Maronese | 28 | 6  | 5  | 17 | 23   |

Referencias: PJ: Partidos jugados, PG: Partidos ganados, PE: Partidos empatados, PP: Partidos perdidos. En verde, equipos clasificados a la Fase Final; en rojo, equipos descendidos directamente al Torneo del Interior; y en amarillo, equipos que debieron disputar la promoción con dicha categoría.

## Fase Final
| Zona A                 |    |    |    |    |      |
| Equipo                 | PJ | PG | PE | PP | Pts. |
| Central Córdoba        | 6  | 4  | 2  | 0  | 14   |
| Crucero del Norte      | 6  | 4  | 1  | 1  | 13   |
| Central Norte          | 6  | 1  | 1  | 4  | 4    |
| Guaraní Antonio Franco | 6  | 0  | 2  | 4  | 2    |

| Zona B       |    |    |    |    |      |
| Equipo       | PJ | PG | PE | PP | Pts. |
| Patronato    | 6  | 4  | 1  | 1  | 13   |
| Douglas Haig | 6  | 2  | 2  | 2  | 8    |
| Atenas       | 6  | 2  | 2  | 2  | 8    |
| La Emilia    | 6  | 1  | 1  | 4  | 4    |

| Zona C            |    |    |    |    |      |
| Equipo            | PJ | PG | PE | PP | Pts. |
| Deportivo Maipú   | 6  | 2  | 3  | 1  | 9    |
| El Linqueño       | 6  | 2  | 2  | 2  | 8    |
| Deportivo Roca    | 6  | 1  | 1  | 4  | 4    |
| Sportivo Belgrano | 6  | 3  | 2  | 1  | 2    |

| Zona D           |    |    |    |    |      |
| Equipo           | PJ | PG | PE | PP | Pts. |
| Alvarado         | 6  | 4  | 1  | 1  | 13   |
| Deportivo Madryn | 6  | 2  | 2  | 2  | 8    |
| Bella Vista      | 6  | 2  | 1  | 3  | 7    |
| Racing           | 6  | 1  | 2  | 3  | 5    |

Referencias: PJ: Partidos jugados, PG: Partidos ganados, PE: Partidos empatados, PP: Partidos perdidos. En verde, equipos clasificados a la Final.

## Final
- Central Córdoba, como ganador del Grupo 1, y Patronato, como ganador del Grupo 2, disputaron la final por el ascenso.

| 8 de junio de 2008 | Central Córdoba | 0:0' | Patronato | Estadio Central Córdoba, Córdoba, Córdoba |  |
|                    |                 |      |           | Asistencia: 20.000 espectadores           |  |

| 16 de junio de 2008 | Patronato      | 1:0' | Central Córdoba | Estadio Presbítero Bartolomé Grella, Paraná, Entre Ríos |                                 |
|                     | Pablo Díaz 79' |      |                 | Asistencia: 25.000 espectadores                         | Asistencia: 25.000 espectadores |

Patronato obtuvo el ascenso al Torneo Argentino A.
Central Córdoba obtuvo el derecho a jugar la promoción, en la cual triunfó por un marcador global de 5-1 ante Luján de Cuyo, por lo que obtuvo el ascenso.

- Deportivo Maipú, como ganador del Grupo 3, y Alvarado, como ganador del Grupo 4, disputaron la final por el ascenso.

| 8 de junio de 2008 | Deportivo Maipú | 1:1' | Alvarado | Estadio Omar Higinio Sperdutti, Maipú, Mendoza |  |
|                    | ??              |      | ??       |                                                |  |

| 16 de junio de 2008 | Alvarado | 0:01' | Deportivo Maipú | Estadio Estadio Mundialista Municipal, Mar del Plata, Buenos Aires |  |

1 (Penales: 4-5)
Deportivo Maipú obtuvo el ascenso al Torneo Argentino A.
Alvarado obtuvo el derecho a jugar la promoción, en la cual triunfó por un marcador global de 4-2 ante La Plata FC, por lo que obtuvo el ascenso.
Central Córdoba obtuvo el derecho a jugar la promoción, en la cual triunfó por un marcador global de 5-1 ante Lujan de Cuyo de Mendoza, por lo que obtuvo el ascenso.

## Promociones de descenso
Gimnasia y Esgrima, Trinidad y Sol de América debieron disputar promociones para tratar de mantener la categoría.
Gimnasia y Esgrima debió enfrentarse a Atlético Unión de Mar del Plata. En el partido de ida, Atlético triunfó 3-1, y en el de vuelta el ganador fue Gimnasia por 2-1. Como el global dio 4-3 a favor de Atlético, este ascendió y Gimnasia debió descender al Torneo del Interior.
Por su parte, Trinidad debió disputar su serie frente a Salto Grande (Concordia). En la ida el resultado fue de empate a 0, pero la vuelta la dominó por completo Trinidad al ganar 4-0. Así, ambos mantuvieron su categoría.
Por último, Sol de América disputó su promoción frente a Sportivo Las Parejas. La ida la ganó Sportivo por 2-1, pero la vuelta fue victoria para Sol de América por 1-0, y así, ambos también mantuvieron la categoría.

## Goleador
- Luciano Millares: El Linqueño: 22 goles